# Tibužde
Tibužde (en serbe cyrillique : Тибужде) est une localité de Serbie située sur le territoire de la Ville de Vranje, district de Pčinja. Au recensement de 2011, elle comptait 1 285 habitants.
Tibužde est officiellement classé parmi les villages de Serbie.

## Démographie

### Évolution historique de la population
| 1948 | 1953  | 1961 | 1971 | 1981  | 1991  | 2002  | 2011  |
| ---- | ----- | ---- | ---- | ----- | ----- | ----- | ----- |
| 991  | 1 000 | 995  | 963  | 1 021 | 1 291 | 1 243 | 1 285 |

|  |